# Théâtre romain de Sagonte
Le théâtre romain de Sagonte, dans la province de Valence en Espagne, a été édifié au Ier siècle de notre ère. Il est déclaré Monument historique en 1896, constituant ainsi le premier monument classé d’Espagne. Sa restauration dans les années 1990, qui lui donne son aspect actuel, déclencha une vive polémique. Aujourd’hui on y célèbre un important festival pendant l’été, Sagunt a escena.

## Situation
Comme bon nombre de théâtres romains, et à l'instar des théâtres grecs, il est adossé à une colline. Concrètement, au versant nord de la colline appelée el Castellet, qui domine la ville. Construit aux pieds des fortifications et de l'ancien forum romain, il fait partie de la planification urbaine de la ville aux temps de l’empereur Auguste. L'orientation nord-est de ses gradins, vers la vallée de la Palancia, lui permet de profiter des vents frais.

## Résumé historique

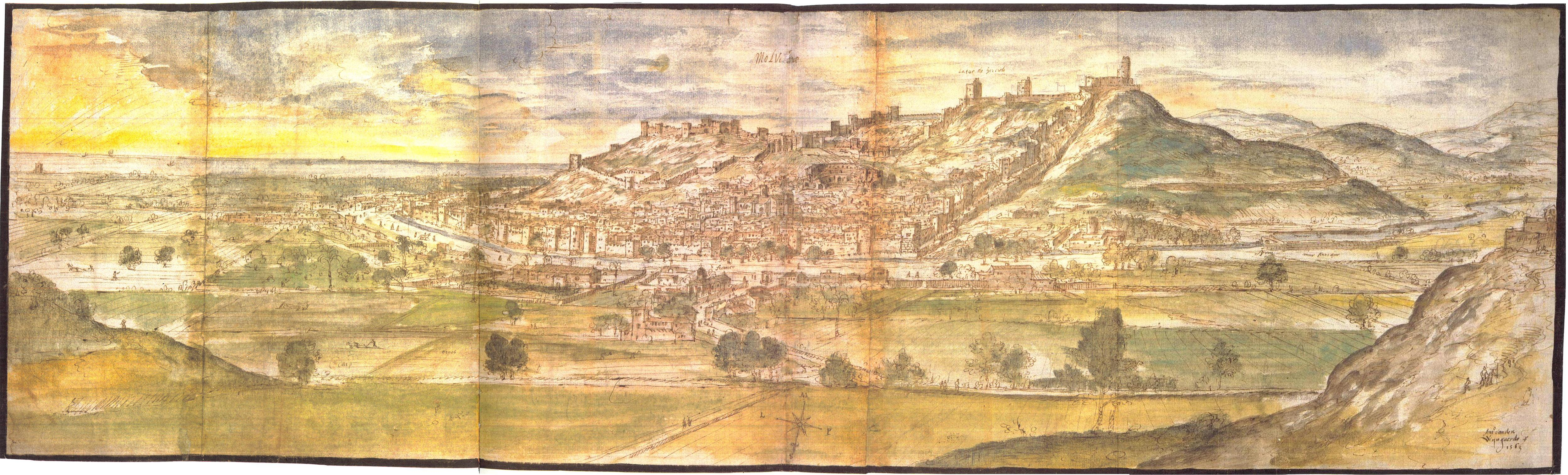
Vue de Sagonte par Van den Wyngaerde. Au beau milieu, le théâtre

Si sa planification date bien du temps d’Auguste, sa construction a dû être achevée pendant le règne de Tibère (14-37). D’autres études des restes archéologiques permettent d’établir une première phase de construction autour de l'année 50, et une deuxième phase vers le milieu du IIIe siècle, pendant laquelle l’édifice aurait été remodelé.
Au Xe siècle la chronique arabe d'Al-Rāzī identifie le théâtre à un palais d'une telle beauté que ceux qui le regardent sont émerveillés. Cette affirmation laisserait entendre que la scène était composée d'une colonnade richement décorée. Depuis, le théâtre a été cité et décrit par de nombreux voyageurs et historiens. Or, on doit sa première représentation graphique à Van den Wyngaerde (1563). Il s’agit d’un dessin artistique, une vue panoramique de la ville de Sagonte dans laquelle on aperçoit le théâtre sous les fortifications. Ce dessin ne montre pas la scène, ce qui, ajouté aux analyses stratigraphiques, porte à conclure que celle-ci s’effondra pendant la première moitié du XVIe, probablement des suites des guerres des Germanías. Il faudra attendre le XVIIIe pour trouver les premiers plans du monument ainsi que les premières études graphiques de sa structure.
C'est au début du XIXe siècle, durant la Guerre d'indépendance espagnole, que le théâtre souffre sa plus grande destruction. En effet, en 1811, lors du siège de Sagonte par le maréchal Suchet, la partie la plus élevée est démolie, car elle rendait difficile la défense des fortifications.
En 1896 il est le premier monument à être classé patrimoine culturel de l'Espagne.

## Structure et parties
Il suit la composition classique des théâtres romains, composé des 3 parties : cavea, orchestra et scène.
- Orchestra : c’est la partie centrale, à partir de laquelle s’étendent les deux autres. Son diamètre, de 22 m., est l'élément modulateur de l'édifice, et en même temps marque l'axe des aditus maximi ou entrées principales. Elle est entourée, pour la partie circulaire, de la cavea.[7]
- Cavea : des gradins en demi-cercle autour de l’orchestra. Toute la cavea fait 3 fois le diamètre de l'orchestre.  Étant donné ses dimensions, elle est divisée en ima, media et summa cavea. On a profité du versant de la colline pour la construire, et même ses parties centrale et inférieure ont été taillées sur la roche calcaire. La summa cavea s'appuie sur un réseau de galeries voûtées qui, grâce à des vomitoires, permettent l'accès aux gradins. Sur celle-ci il y a un portique qui couronne la cavea, interrompu dans sa partie centrale[7].
- Scène : c'est une structure rectangulaire, face à la cavea, qui ferme le bâtiment avec le mur de scène ou frons scænæ. A Sagonte ce mur faisait 44 m. et tout semble indiquer qu'il s'est effondré pendant la première moitié du XVIe siècle[4].

## Restauration polémique

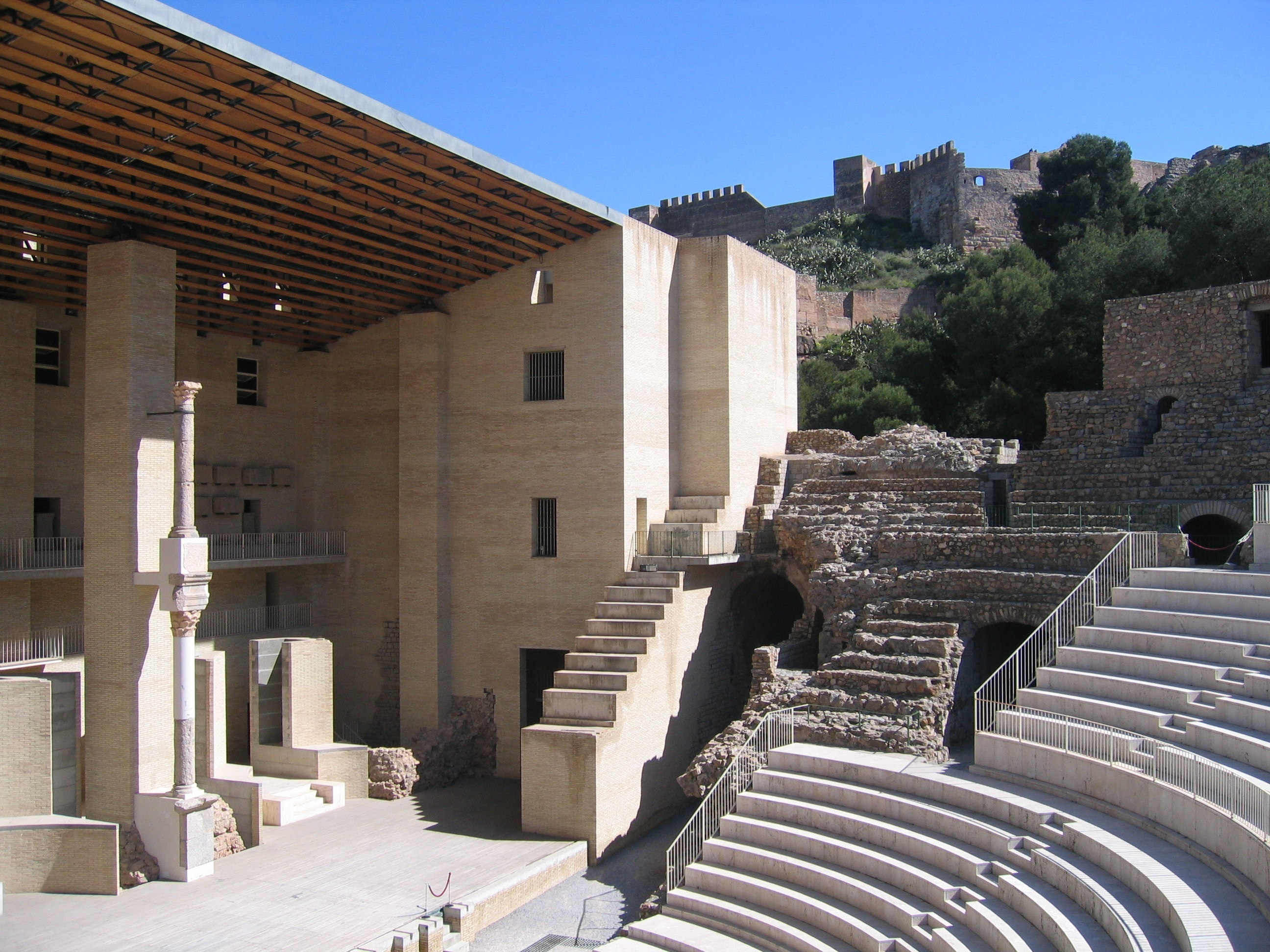
Restauration de la scène et d'une partie de la cavea

En 1985, un projet de restauration intégrale, qui vise à rendre au bâtiment son usage culturel perdu, est confié aux architectes Giorgio Grassi et Manuel Portaceli. Ce projet déclenche une vive et âpre polémique pendant les années suivantes.
Les deux aspects les plus polémiques sont, d’une part, le recouvrement des gradins de marbre blanc afin de les conserver et de les protéger, et d’autre part, l'élévation d’un immense mur derrière la scène, utilisant des matériaux en rupture avec le reste du théâtre. La presse espagnole résume ainsi le débat : « La ville dispose maintenant d'un centre fonctionnel pour des concerts, des représentations et autres mais, en échange, a perdu l'émotion symbolique des ruines. En moins de deux ans, ils ont changé un théâtre du Ier siècle, avec ses dégradations, pour un établissement reluisant du XXIe siècle. »
Un recours contre ces interventions est déposé devant les tribunaux en 1990, et trois ans plus tard, le Tribunal Supérieur de Justice ordonne l'arrêt des travaux, qu’il déclare illégaux. Le litige se poursuit et en 2008, le Tribunal Suprême ordonne la démolition du mur de la scène et le retrait du marbre sur les gradins,.
Finalement en 2009, les tribunaux déclarent l’« impossibilité légale et matérielle » de démolir les travaux de restauration,.

## Galerie

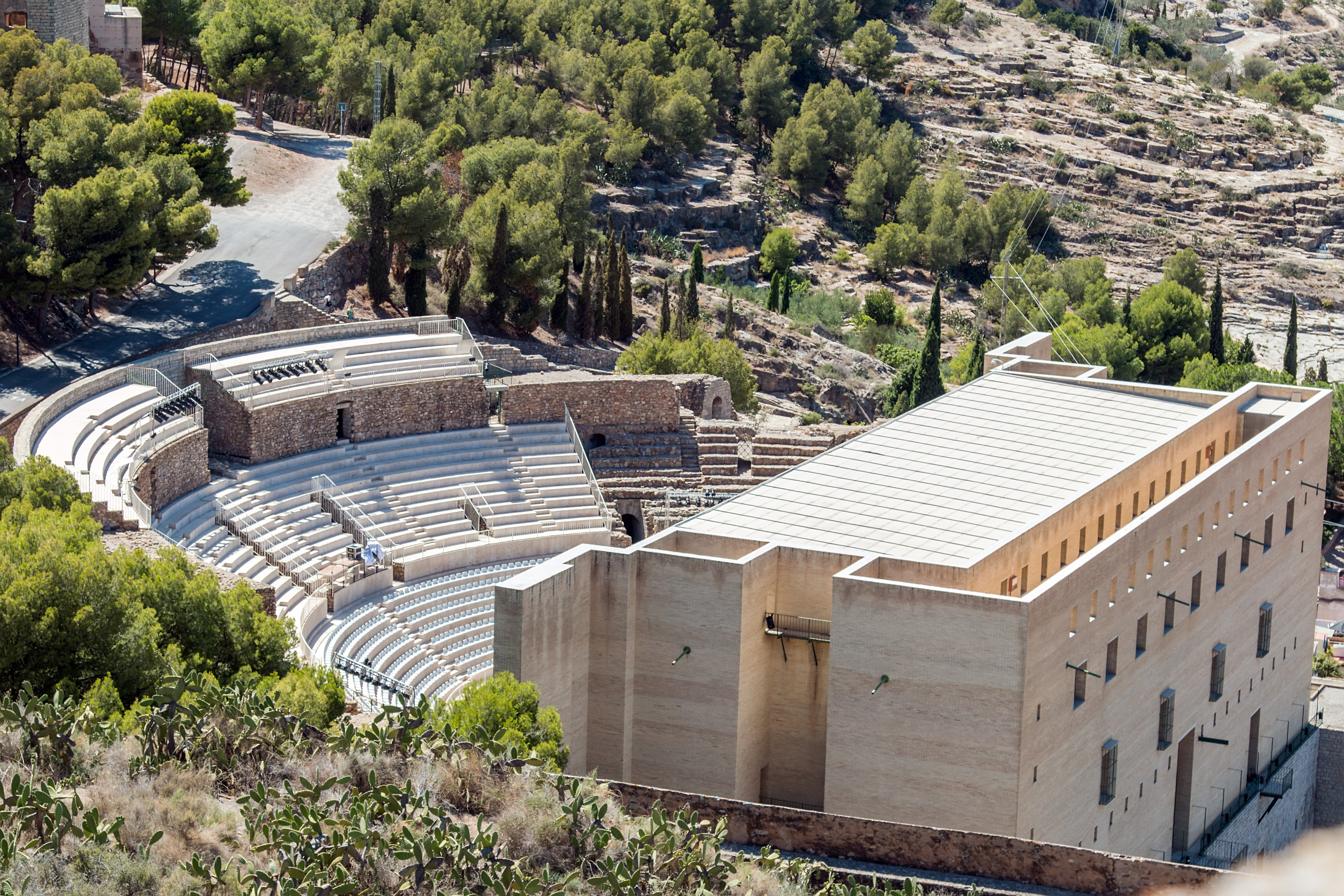
Vue d'ensemble
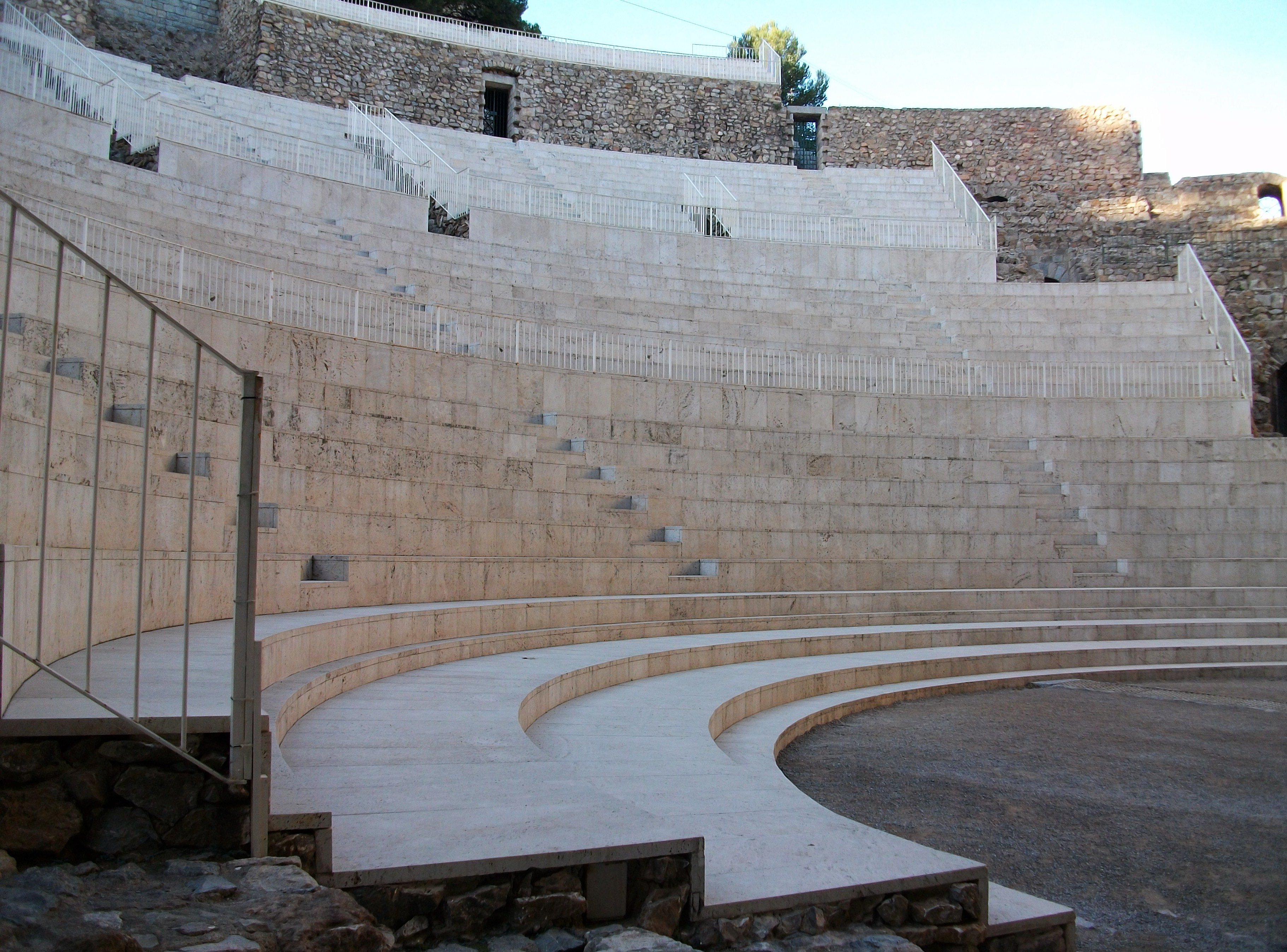
Cavea ou gradins
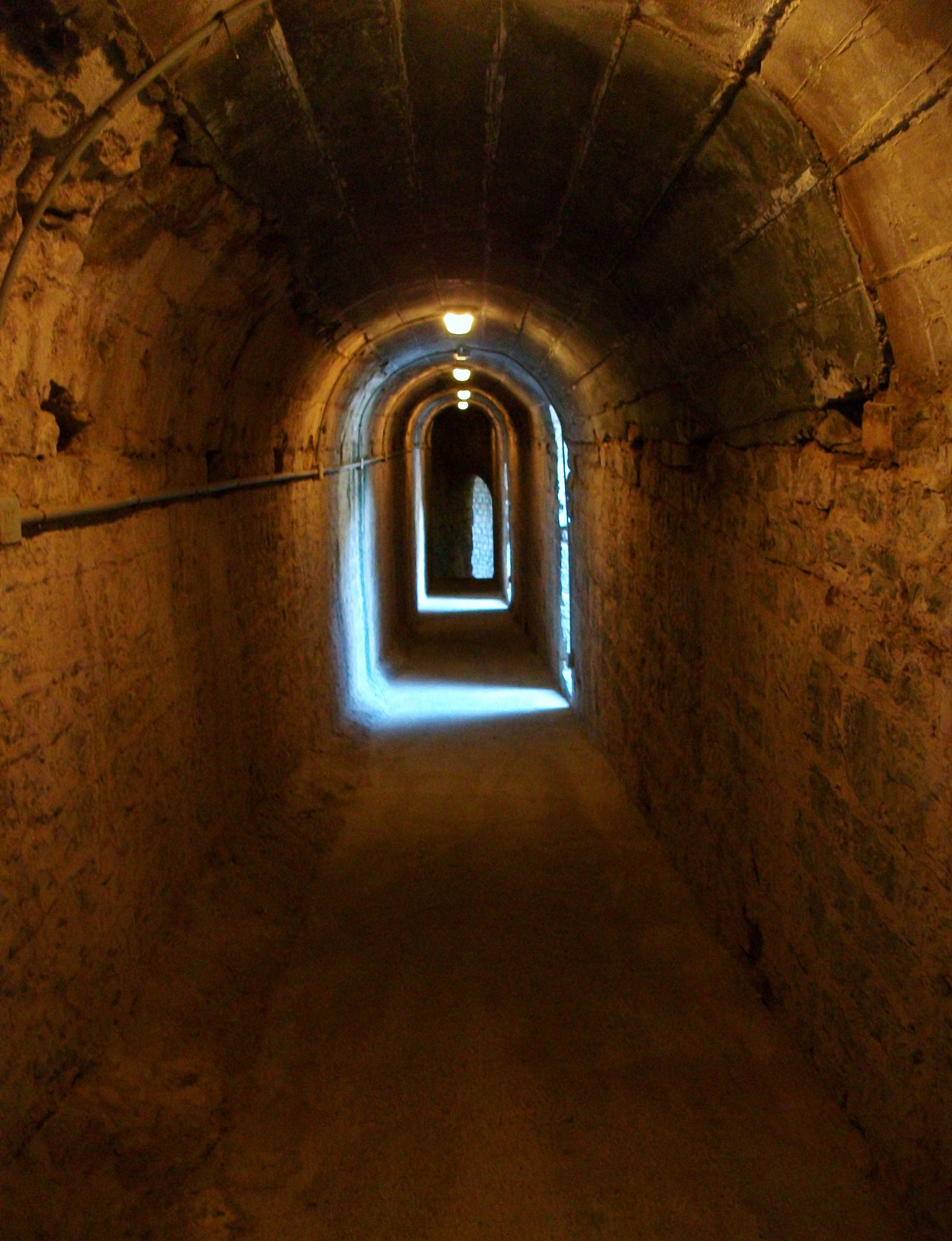
Galerie voûtée
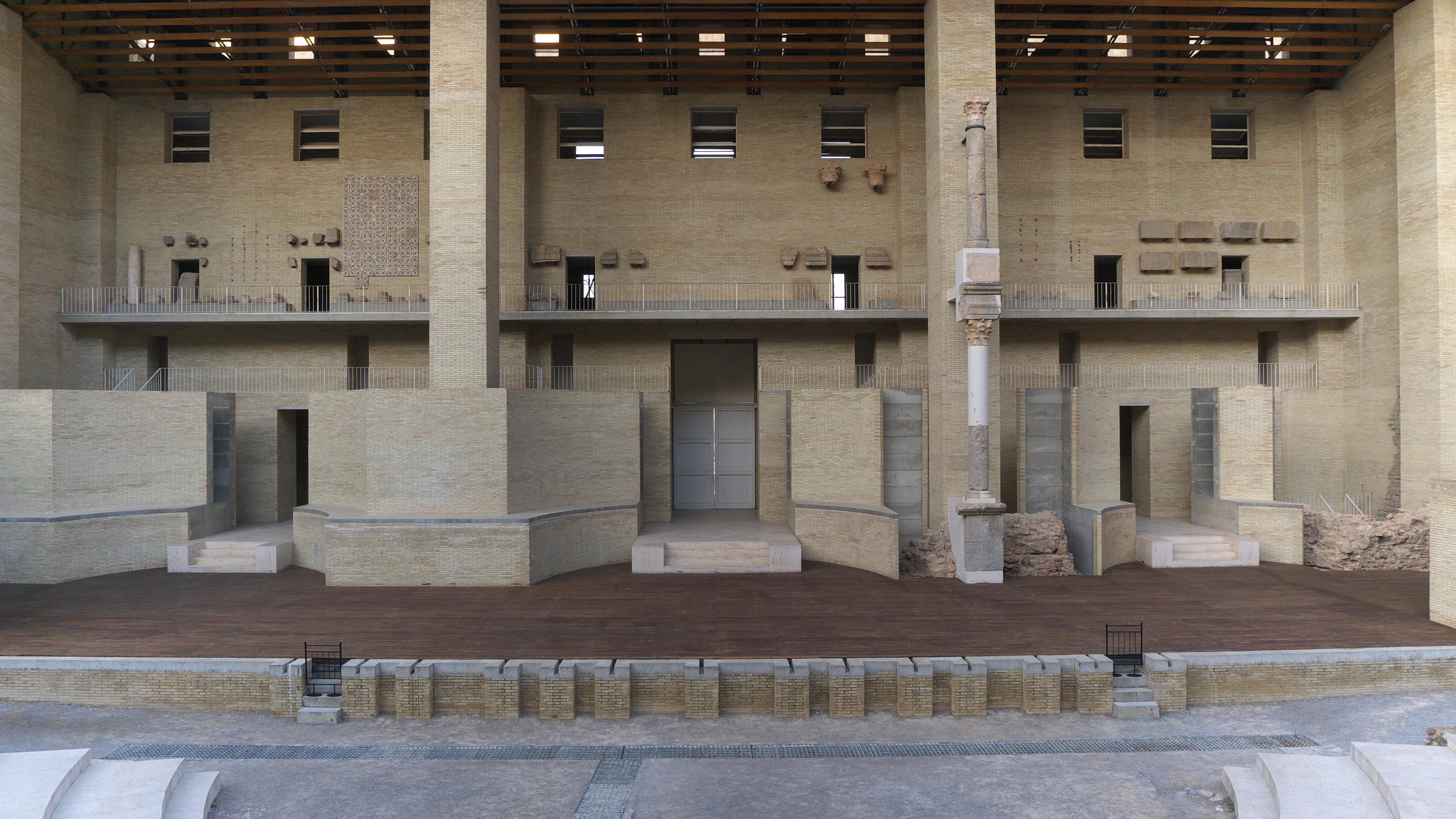
Scène
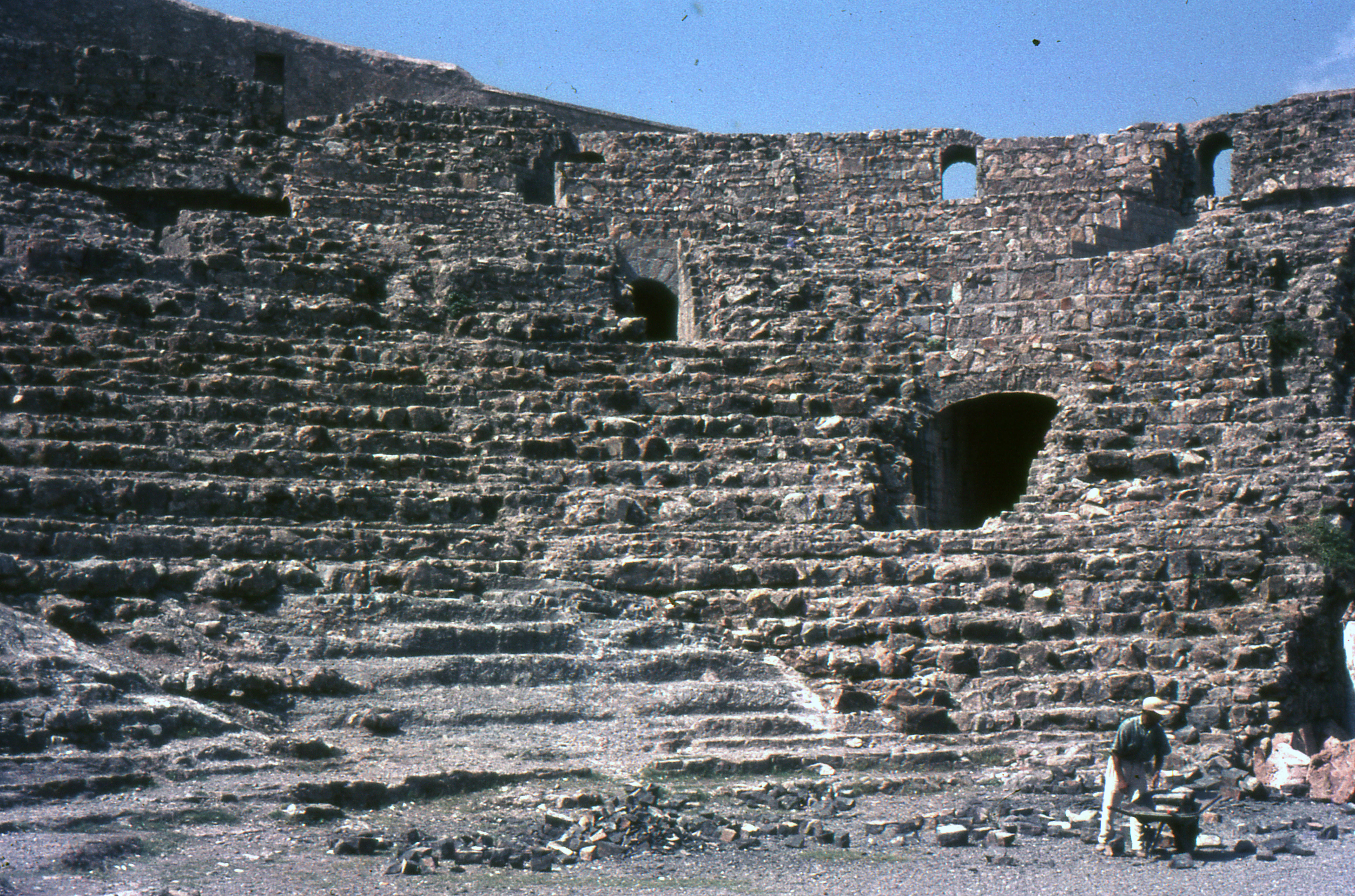
Cavea en 1969, avant la restauration
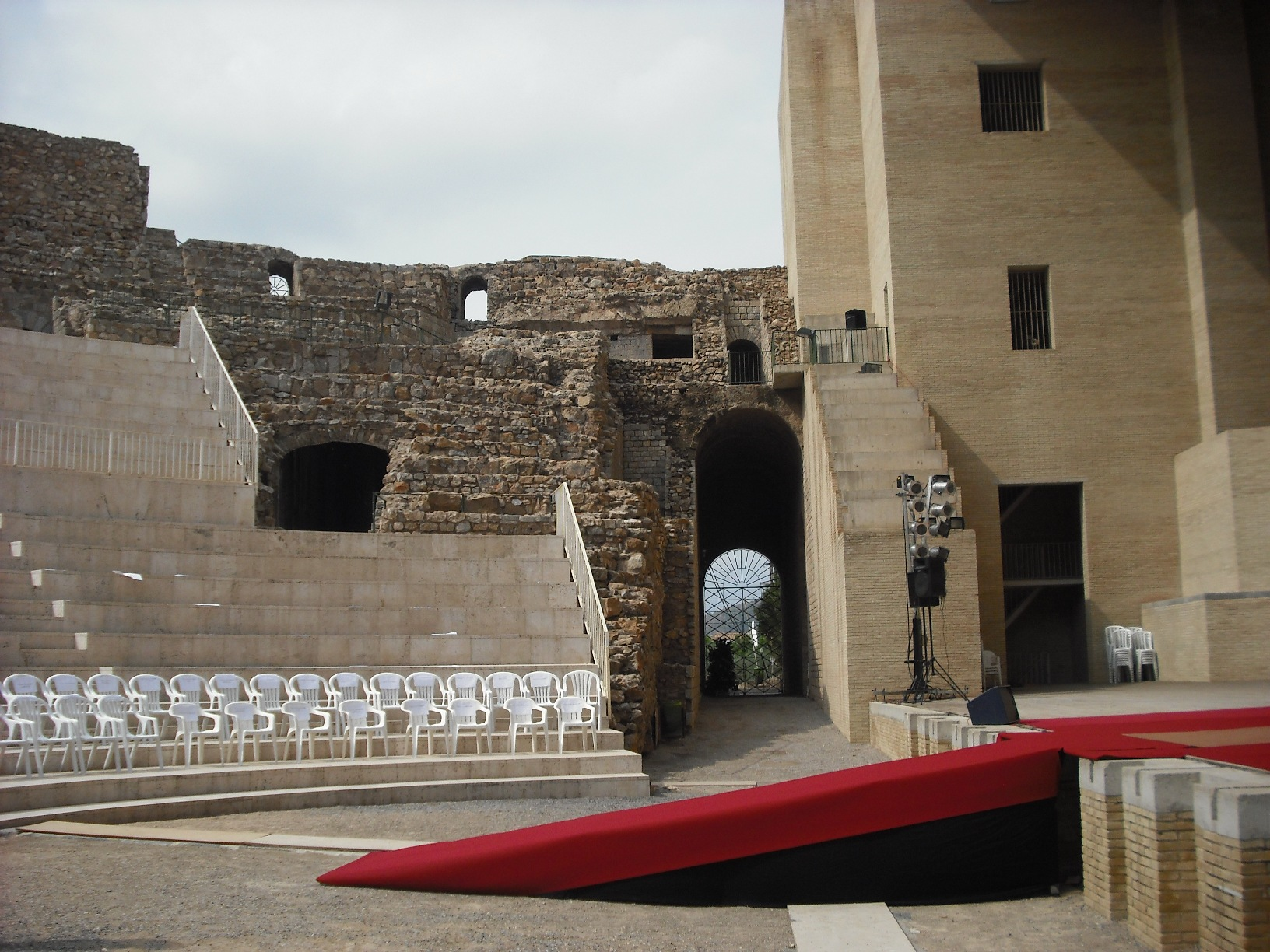
Orchestre
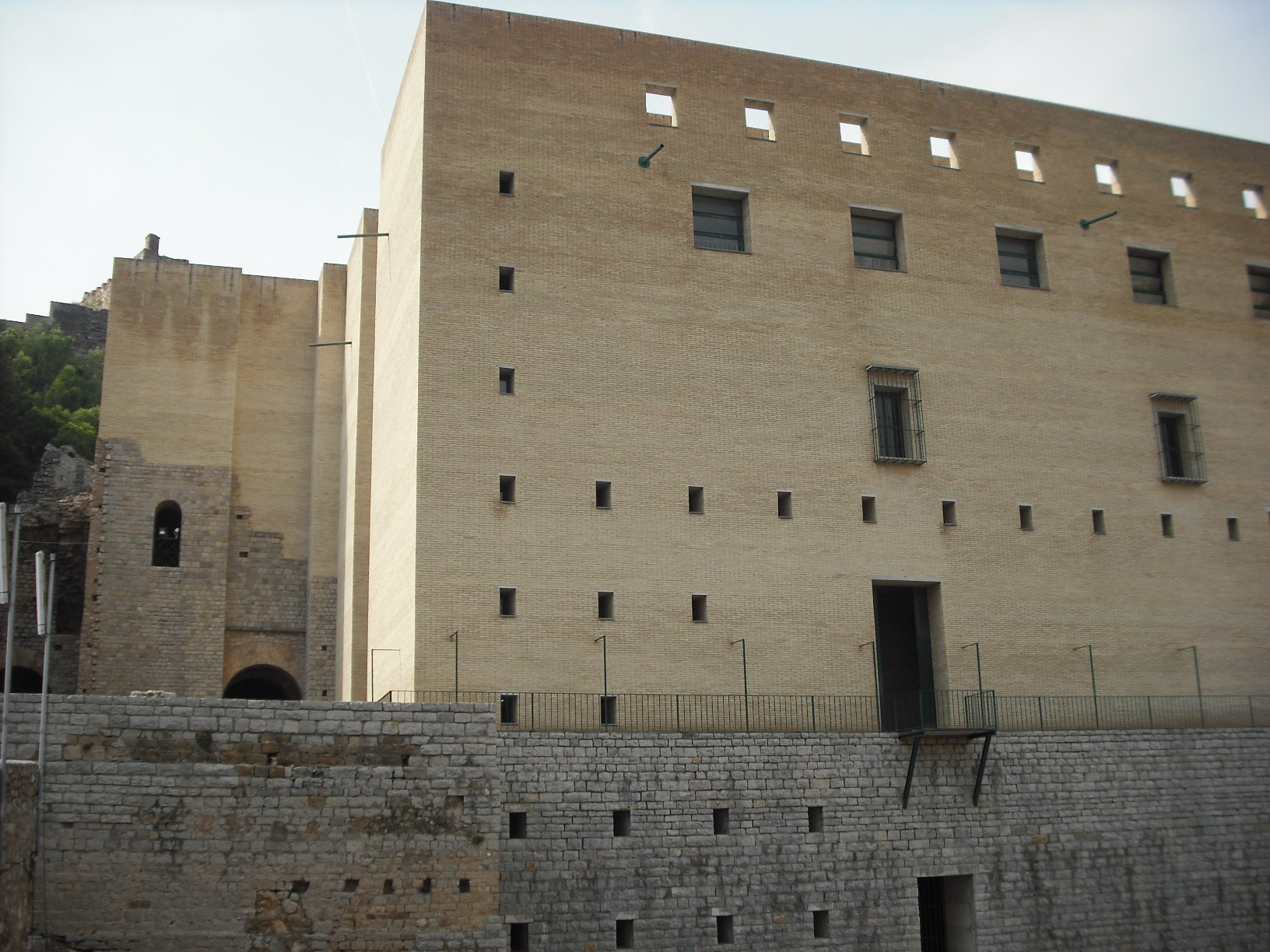
Mur de scène reconstruit
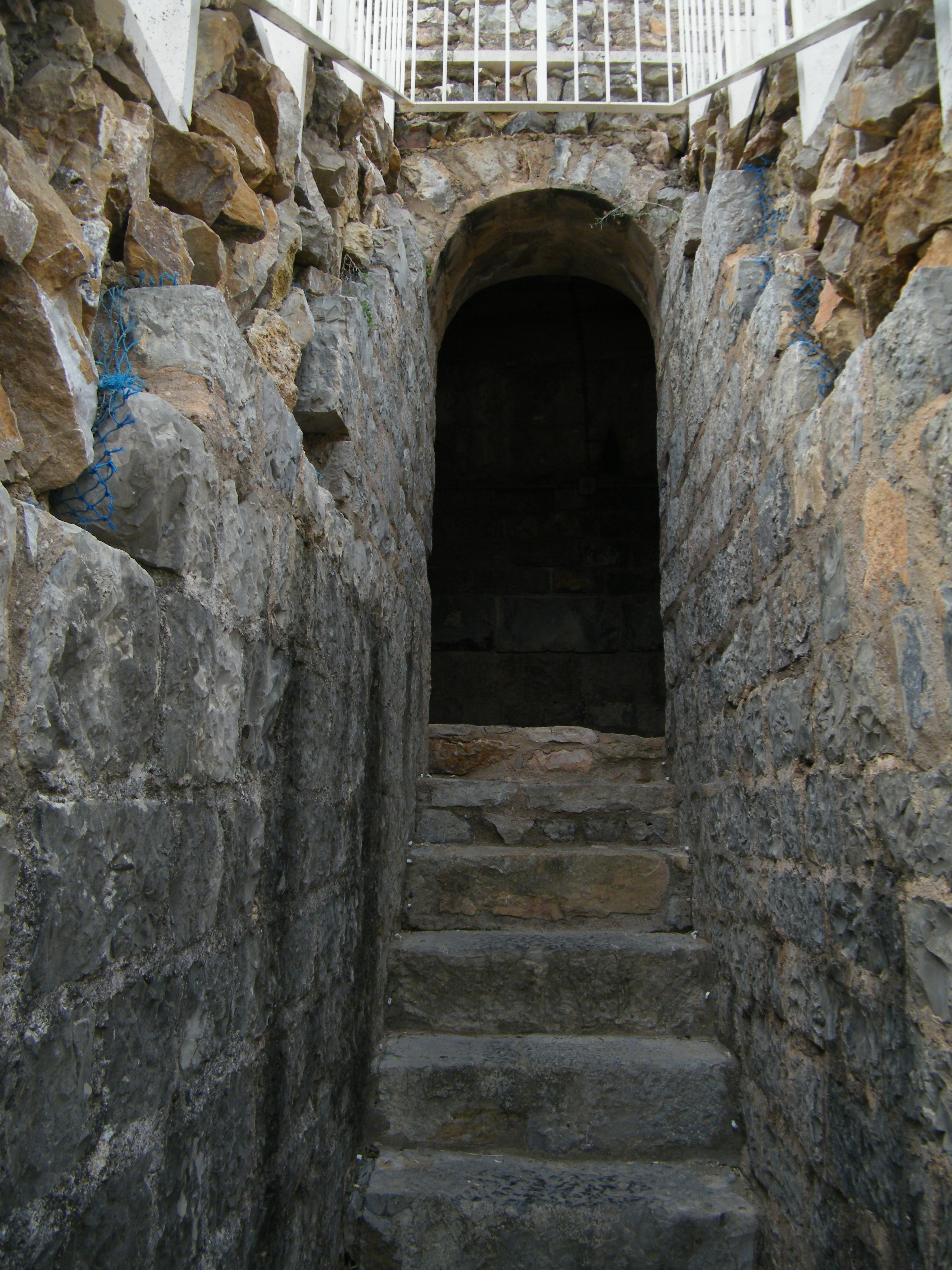
Vomitoire